# Paul Reubens
Paul Reubens (nacido como Rubenfeld; Peekskill, Nueva York, 27 de agosto de 1952 - Los Ángeles, California, 30 de julio de 2023), más conocido como Pee-wee, fue un actor y cómico estadounidense. Es recordado por haber interpretado al personaje de Pee-wee Herman.

## Biografía y carrera
Reubens se unió a la compañía de comedia de Los Ángeles The Groundlings en la década de 1970 y comenzó su carrera como comediante de improvisación y actor de teatro. En 1982, Reubens estrena una serie sobre un personaje que había estado desarrollando durante los últimos años. El espectáculo se llamó The Pee-wee Herman Show y funcionó durante cinco meses con lleno total produciendo un especial en HBO con él. Pee-wee se convirtió en una figura de culto instantáneo y para la próxima década Reubens estaría completamente comprometido con su personaje, haciendo todas sus apariciones públicas y entrevistas como Pee-wee. En 1985, la película La gran aventura de Pee-Wee, dirigida por el entonces desconocido Tim Burton, fue un éxito financiero y, a pesar de recibir críticas mixtas, se convirtió en una cinta de culto. Su secuela, Big Top Pee-wee, de 1988, tuvo menos éxito que la anterior. Entre 1986 y 1990, interpretó el papel de Pee-wee en la CBS, los sábados por la mañana en un programa infantil llamado Pee-wee Playhouse.

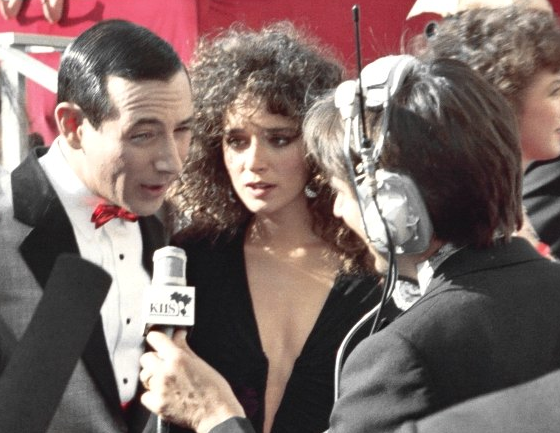
Reubens como el personaje de Pee-Wee Herman en los Premios Oscar de 1988.

En julio de 1991, después de decidir separarse unos años de Pee-wee, Reubens fue arrestado por exhibicionismo al ser encontrado por la policía masturbándose dentro de un cine para adultos en Sarasota, Florida. La detención provocó una reacción en cadena de la atención nacional de los medios de comunicación cambiando la opinión del público en general acerca de Rubens y Pee-wee. La detención aplazó el compromiso que tenía Reubens en varios proyectos hasta 1999, cuando apareció en la película Mystery Men y empezó a dar entrevistas como sí mismo más que como Pee-wee.
Desde 2006, Rubens estuvo haciendo apariciones como invitado en numerosos proyectos, tales como las series Reno 911!, 30 Rock y Pushing Daisies. Desde la década de 1990, trabajó en dos posibles películas de Pee-wee, una oscura y adulta, conocida como La historia de Pee-wee Herman, y una aventura épica familiar llamada Pee-wee's Playhouse: The Movie. En 2010 protagonizó en Broadway El Show de Pee-wee Herman y seis años después interpretó nuevamente al personaje en Pee-wee's Big Holiday.

### Muerte
El 30 de julio de 2023, Reubens falleció en el Cedars-Sinai Medical Center en Los Angeles, California, a los 70 años de edad tras una larga batalla contra el cáncer que padecía.

## Filmografía

### Cine
- 1980: Pray TV
- 1980: Midnight Madness
- 1980: The Blues Brothers
- 1980: Cheech and Chong's Next Movie
- 1981: Nice Dreams
- 1981: Dream On!
- 1982: Pandemonium
- 1984: Meatballs Part II
- 1985: La gran aventura de Pee-Wee
- 1986: El vuelo del navegante
- 1987: Back to the Beach
- 1988: Big Top Pee-wee
- 1992: Batman Returns
- 1992: Buffy la Cazavampiros
- 1993: The Nightmare Before Christmas
- 1996: Dunston Checks In
- 1996: Matilda[8]
- 1997: Buddy
- 1997: La bella y la bestia 2: Una Navidad encantada
- 1998: Dr. Dolittle
- 1999: Mystery Men
- 2000: South of Heaven, West of Hell
- 2001: Blow
- 2004: Teacher's Pet
- 2006: The Tripper
- 2007: Reno 911!: Miami
- 2009: Life During Wartime
- 2011: The Smurfs
- 2013: The Smurfs 2
- 2013: Tom and Jerry's Giant Adventure
- 2015: Accidental Love
- 2016: Pee-wee's Big Holiday
- 2023: Quiz Lady[9]

### Televisión
- 2015: Gotham